# Microgaster rugosicoxa
Microgaster rugosicoxa är en stekelart som beskrevs av Papp 1959. Microgaster rugosicoxa ingår i släktet Microgaster och familjen bracksteklar. Inga underarter finns listade i Catalogue of Life.